# Borbonia littoralis
Borbonia littoralis là một loài thực vật có hoa trong họ Đậu. Loài này được (Small) House mô tả khoa học đầu tiên năm 1922.